# Pożar w fabryce w Titisee-Neustadt
Pożar w fabryce w Titisee-Neustadt który miał miejsce 26 listopada 2012 roku. W jego wyniku śmierć poniosło 14 osób, a 7 zostało rannych.
Pożar wybuchł o godzinie 13:58 w fabryce prowadzonej przez Caritas. Fabryka była zakładem pracy dla niepełnosprawnych. Zakład zatrudniał około 120 osób z umysłową bądź ruchową niepełnosprawnością. Osoby te pracowały przy obróbce drewna. W momencie, gdy wybuchł pożar w fabryce znajdowało się 50 osób. Doszło do wybuchu paniki. Część poszkodowanych opuściła fabrykę z pomocą strażaków. Pożar opanowano po dwóch godzinach. Przyczyną katastrofy był ulatniający się gaz z piecyka gazowego, ulokowanego w pomieszczeniu warsztatowym.
W akcji gaśniczej uczestniczyło 300 strażaków z jednostek rozlokowanych w najbliższych rejonach, sanitariusze oraz policjanci.